# Robert Kennicott

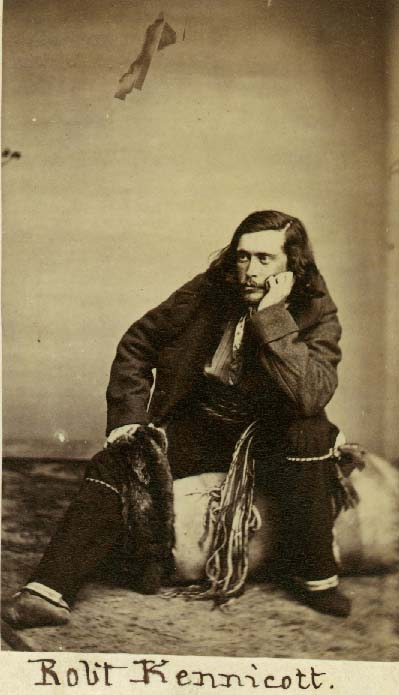
Robert Kennicott door Cornelia Adele Strong Fassett

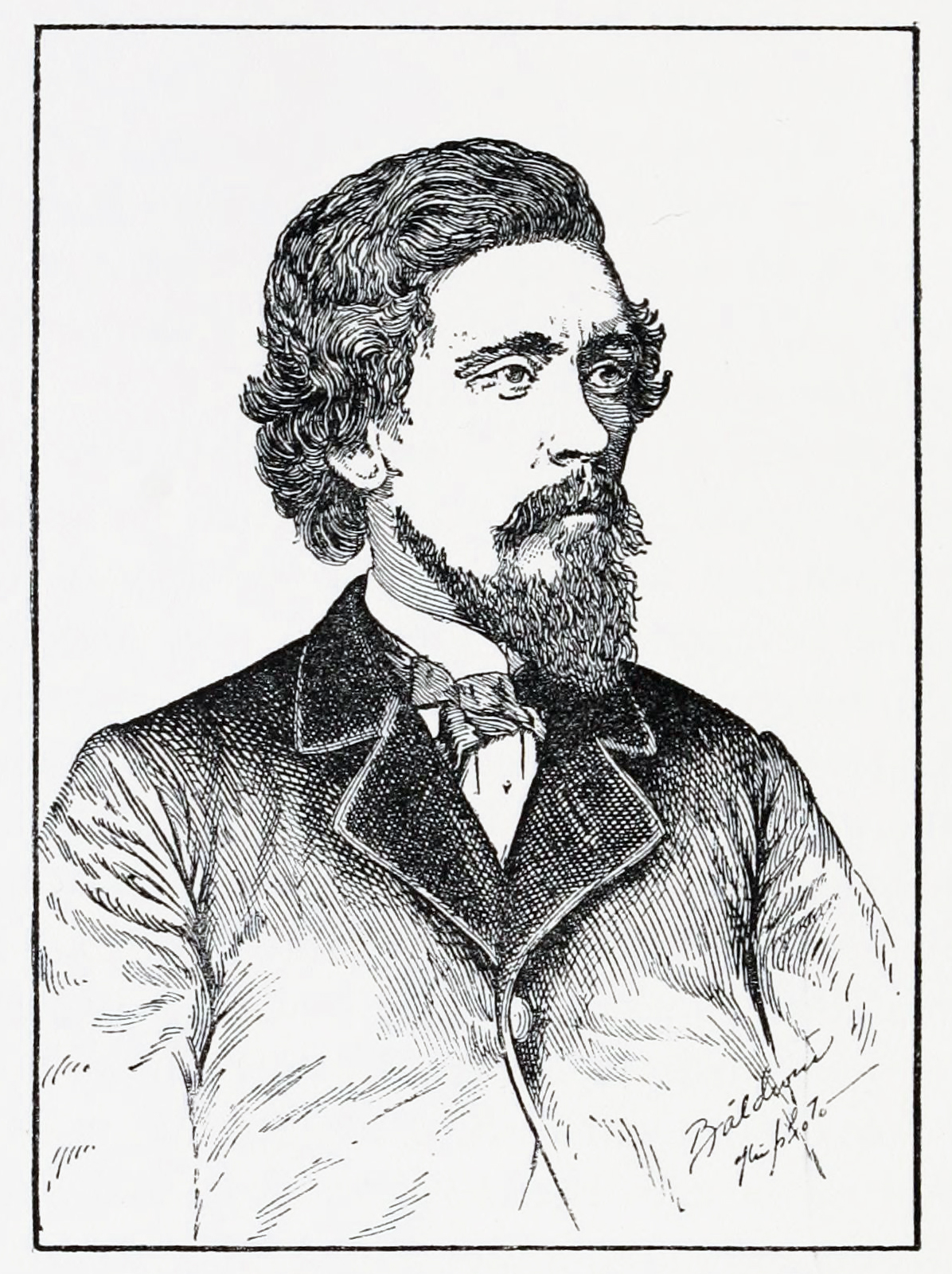
Robert Kennicott op expeditie in Alaska

Robert Kennicott (New Orleans, 13 november 1835 – Yukon River, 13 mei 1866) was een Amerikaans bioloog.

## Illinois
Kennicott groeide op in de stad West Northfield, nu Glenview in de prairie ten noorden van Chicago in de staat Illinois.
In 1853 begon Kennicott specimens van dieren te verzamelen en te catalogeren voor het Smithsonian Institution te Washington D.C. Hij correspondeerde daarover met Spencer Fullerton Baird. In 1855 verzamelde hij dieren op de verkenning van de Illinois Central Railroad.  In 1856 noemde hij een door hem ontdekte slang Regina kirtlandii, nu Clonophis kirtlandii, naar Jared P. Kirtland.  Hij stichtte de Chicago Academy of Sciences in 1856 en het natuurhistorisch museum van de Northwestern University in 1857. 

## Canada
In april 1859 vertrok hij op expeditie om specimens te verzamelen in het subarctisch noordelijk woud van noordwest Canada in de valleien van de Mackenzie River en Yukon River en in de arctische toendra. Kennicott raakte bevriend met de pelshandelaars van Hudson's Bay Company en zij verzamelden voor hem specimens en indiaanse voorwerpen, die ze naar het Smithsonian opstuurden. Hij keerde in 1862 terug naar Washington.

## Smithsonian Castle
Van 1862 tot 1864 maakte Kennicott deel uit van de Megatherium Club van jonge natuurhistorici onder leiding van Spencer Fullerton Baird en William Stimpson. Tijdens de Amerikaanse Burgeroorlog woonden Robert en zijn jongere broer in het Smithsonian Castle samen met Edward Drinker Cope en andere natuurhistorici.  
In dienst bij het Smithsonian Institution en onder leiding van Spencer Fullerton Baird schreef Robert Kennicott voor het eerst over nieuwe slangensoorten die de expedities naar het westen van Amerika hadden meegebracht.

## Dood in Alaska
In 1864 stuurde Western Union een expeditie uit om een mogelijke route te zoeken voor een telegraaflijn tussen Noord-Amerika en Rusland door de Beringzee. Kennicott en W.H. Dall gingen met de expeditie mee. Ze kwamen in april 1865 te San Francisco aan, maar daar ontstond ruzie. Ze trokken dan naar Vancouver maar Kennicott werd ziek. Toen hij hersteld was trokken ze in augustus 1865 naar Alaska. Kennicott stierf aan hartfalen toen hij de Yukon River opvoer. Kennicott Glacier, Kennicott Valley, MV Kennicott en Kennicott River zijn naar hem genoemd.

## Publicaties
- Kennicott, R. (1855). "Catalogue of animals observed in Cook County, Illinois". Ill. State Ag. Soc. Trans. for 1853-1854 1: 577-595.
- Kennicott, R. (1856). "Description of a new snake from Illinois". Acad. Nat. Sci. Phil. Proc. 8: 95-96.
- Kennicott, R. (1859). "Notes on Coluber calligaster of Say, and a description of new species of serpents in the collection of the North Western University of Evanston, Illinois". Acad. Nat. Sci. Phila. Proc. 1859: 98-100.
- Kennicott, R. (1861). "On three new forms of rattlesnakes". Proceedings of the Academy of Natural Sciences of Philadelphia 13: 206-208.
- Audubon to Xanthus: The Lives of Those Commemorated in North American Bird Names. Mearns and Mearns ISBN 0-12-487423-1
- Schlachtmeyer, S. S. (2010). A death decoded: Robert Kennicott and the Alaska telegraph : a forensic investigation. Alexandria, Va: Voyage Publishing.
- Vasile, Ronald S. (1994). "The Early Career of Robert Kennicott, Illinois' Pioneering Naturalist." Journal of the Illinois State Historical Society vol. 87: 150-70.

- International Standard Name Identifier: 0000 0000 7392 6673
- Library of Congress Control Number: no98122786
- Nationale Bibliotheek van Israël: 987007289358805171
- SNAC: w6z3216d
- Virtual International Authority File: 29157364
- WorldCat: E39PBJjmPdKDBfk7K4MyjD8grq